# 公 (姓)
公（こう）は、漢姓の一つ。

## 中国の姓
公（こう）は、中華圏の姓の一つ。『百家姓』の408番目に載せるが、きわめて稀な姓である。2020年の中華人民共和国の統計では人数順の上位100姓に入っておらず、台湾の2018年の統計では497番目に多い姓で、136人がいる。
『列子』湯問に「公扈」という人物が見え、『史記』に「公皙哀・公仲連」が見えるが、『大漢和辞典』によるといずれも複姓であって、「公」が姓というわけではない。『春秋左氏伝』には魯の昭公の子として公衍・公為が見えるが、これは名の一部であって姓ではないようである。
明に公奎躋・公勉仁という人があり、いずれも蒙陰（現在の山東省）の人である。

### 著名な人物
なし。

## 朝鮮の姓
公（こう、コン、朝: 공）は、朝鮮人の姓の一つである。

### 著名な人物
- 公炳禹（朝鮮語版）：韓国初の眼科医、朝鮮語タイプライターの開発者。

### 氏族
本貫は8本が伝わる。755年(景徳王14年)中国魯国王族の後裔である公尹輔が安禄山の乱を避けて、金浦に定着することで始まった。
| 氏族（地域） | 創始者                 | 人数（2015年） |
| ------------ | ---------------------- | -------------- |
| 金甫公氏     |                        | 9              |
| 金浦公氏     | 魯の王族の末裔の公尹輔 | 426            |
| 金海公氏     |                        | 7              |
| 碧潼公氏     |                        | 5              |

他に魯の王族の末裔の公尹輔の子孫の公普彦を始祖とする文川公氏がある。

### 人口と割合
1930年国勢調査では353世帯が平北碧潼郡に集中居住しており、南韓には10余世帯がいた。
| 年度   | 人口  | 世帯数    | 順位         | 割合  |
| ------ | ----- | --------- | ------------ | ----- |
| 1930年 |       | 437世帯   |              | 119位 |
| 1960年 | 359人 | 8,500世帯 | 258姓中159位 |       |
| 1985年 |       | 420世帯   | 274姓中146位 |       |
| 2000年 |       |           |              |       |
| 2015年 | 471人 |           |              |       |